# Teatr Rozrywki (Warszawa)
Teatr Rozrywki (cyrk na Powiślu) – hala widowiskowa, która znajdowała się w Warszawie w Centralnym Parku Kultury, po parzystej (wschodniej) stronie ul. Leona Kruczkowskiego na odcinku między biurami gazowni przy ulicy Ludnej a aleją 3 Maja. Ukończony w 1970 roku teatr funkcjonował około roku, zamknięty z powodów bezpieczeństwa, ostatecznie rozebrany w 2002 roku.

## Historia
Budynek był wznoszony w latach 1965–1969 a otwarcia dokonano w czerwcu 1970 roku. Pierwsze zdjęcia wnętrza opublikował tygodnik Stolica. Hala funkcjonowała około jednego roku. Stwierdzono, że budynek hali nie spełnia norm bezpieczeństwa przeciwpożarowego: do jego budowy użyto materiałów łatwopalnych, brakowało także wyjść ewakuacyjnych i brak było klimatyzacji. Analogiczny budynek w Sofii, zaprojektowany przez tych samych projektantów, spłonął w 1983 roku w ciągu 18 minut. Po zamknięciu warszawskiego budynku planowano jego remont i doprowadzenie do zgodności z normami. Znajdował się w dyspozycji Zjednoczonych Przedsiębiorstw Rozrywkowych, które wykorzystywały go na swą bazę i na cele magazynowe. Ostatnim państwowym dysponentem obiektu było Ministerstwo Kultury. W 1995 roku sprzedało ono prawo wieczystej dzierżawy obiektu i 1,5-hektarowego terenu polsko-kanadyjskiej spółce Logoland, która w 1997 roku odsprzedała swe prawa spółce Park Place Investment.
Budynek wyburzono w 2002 roku, na jego miejscu w 2006 roku wzniesiono kompleks czterech sześciopiętrowych luksusowych budynków mieszkalnych – „Apartamenty Patria” według projektu pracowni Mąka Sojka Architekci. W Atlasie architektury Warszawy z 1977 roku teatr miał adres ul. Kruczkowskiego 1, choć budynek, który wybudowano na jego miejscu, ma adres Kruczkowskiego 6.

### Działalność sceniczna
W krótkim okresie funkcjonowania teatru organizowano w nim szereg imprez i przedstawień, m.in.:
- spektakl „Romeo i Julia” w wykonaniu Baletu XX wieku Maurice Béjarta[1][10] (oficjalne otwarcie Teatru)
- występy pianistów uczestniczących w eliminacjach do Międzynarodowego Konkursu Chopinowskiego[2][11] (8. edycja konkursu odbywała się w dniach 6–25 października 1970 roku). Podczas 20 koncertów zagrali niemal wszyscy pianiści biorący udział w tym konkursie[12]. Hala na Powiślu mogła pomieścić więcej osób niż gmach Filharmonii Narodowej, w którym odbywał się konkurs, więc w praktyce to ona stała się głównym miejscem, w którym publiczność mogła wysłuchać muzyków, a także nawiązać z nimi kontakt[7]
- koncert (prawykonanie w Polsce) „Symfonii tysiąclecia” (VIII Symfonii Es-dur) Gustava Mahlera pod batutą Stanisława Wisłockiego (12 i 13 lutego 1971 roku)[13]
- spektakl Mrowisko z muzyką zespołu Klan
- koncert Czesława Niemena
- koncert zespołu SBB
- musical (wtedy nazwany śpiewogrą) „Na szkle malowane” Katarzyny Gärtner i Ernesta Brylla
- kilka pokazów cyrkowych[2]
- występ zasłużonych artystów Związku Radzieckiego[14].

Instytucja Teatr Rozrywki nie miała stałego zespołu aktorskiego i repertuaru. Jej dyrektorem był Tadeusz Sutt.

## Architektura
Teatr Rozrywki został zaprojektowany przez bułgarskiego architekta Erosława Stankowa. Niektóre źródła podają, że współprojektantem był jego brat Władimir (w polskich źródłach jego imię bywa spolszczane jako Włodzimierz) (według Chrościckiego i Rottermunda – Bronisław i Włodzimierz), a jeszcze inne źródła dodają trzeciego brata, Ljubomira. Erosław Stankow z rodzeństwem w podobnym czasie zaprojektował podobny budynek w Sofii, stolicy Bułgarii. Wspomniany w dodatku do tygodnika Stolica w 1963 roku projekt zakładał, że będzie to konstrukcja stalowa, łatwa do montażu i demontażu. Pokrycie kopuły miało być z aluminium, elewacja złożona z paneli aluminiowo-szklanych. Hala cyrkowa była zaprojektowana tak, żeby przy minimalnych zmianach wewnątrz mogła służyć zależnie od potrzeby, jako cyrk, varieté, kino panoramiczne, hala sportowa, operetka, lodowisko lub basen. Widownia mogła pomieścić w zależności od źródeł: od 2100 przez 2800–3000 do 3500 widzów. Przed obiektem zaplanowano parking na 200 samochodów. Budynek był stosunkowo nowocześnie wyposażony, dysponując podnoszonymi fragmentami areny, możliwością zmrażania sztucznego lodowiska, basenem dla tresowanych fok i dużym zapleczem. Wewnątrz funkcjonowała kawiarnia na 80 osób. Jerzy Waldorff chwalił akustykę hali.

## Odniesienia w kulturze
Wewnątrz tego budynku nagrano scenę w filmie „Miś” Stanisława Barei, w której pracownik kotłowni, grany przez Andrzeja Stockingera, prowadzący tam melinę, odpalając jeden papieros od drugiego, mówi przez telefon do pani kierowniczki ADM: Czy ja palę? Pani kierowniczko, ja palę przez cały czas, na okrągło!.